# West Angeles Church of God in Christ
West Angeles Church of God in Christ (en català: Església de Déu en Crist de l'Oest de Los Angeles.) és una església pentecostal. El seu principal lloc de reunió i adoració, és la catedral de West Angeles, que està situada en el districte històric de West Adams, en la ciutat de Los Angeles, Califòrnia, EUA.
L'església va ser fundada per l'ancià Clarence E.Church l'any 1943. El primer santuari estava situat en l'avinguda Adams, prop de la interestatal número 10, coneguda localment com l'autovia de Santa Mónica. En l'any 1969 després de la mort de l'ancià Church, Charles I.Blake, el fill d'un pastor i nadiu de Little Rock, Arkansas, va prendre el càrrec de pastor de West Angeles i va servir com el seu líder. Sota el lideratge del pastor Blake, l'església va créixer de 40 membres a més de 24.000.
El santuari s'ha mogut dues vegades, la primera vegada que es va moure, les noves intalacions tenian 1.000 seients d'aforament, avui en dia aquestes intalaciones són anomenades North Campus, es troben en el número 3045 de l'avinguda Crenshaw, les actuals instal·lacions, tenen al voltant de 5.000 seients, i estan situades en la catedral de West Angeles en el número 3600 de l'avinguda Crenshaw. La catedral, ha estat construïda amb acer, granit i vidres tintats, va ser dedicada en l'any 1999.
La congregació és coneguda pel seu pastor, i pels seus membres famosos, entre els que cal esmentar a: Magic Johnson, Natalie Col·le, Denzel Washington, Stevie Wonder, Michelle Shocked, i Angela Bassett.